# ヴェルナー・コック
ヴェルナー・コック（Werner Kok、1993年1月17日 - ）は、ユナイテッド・ラグビー・チャンピオンシップ、アルスターに所属するラグビー選手。

## プロフィール
- 南アフリカ・ムボンベラ出身。
- ポジションはウィング(WTB)、センター(CTB)。
- 身長 179cm、体重 92kg
- リオ五輪の7人制南アフリカ代表に選ばれ[1]銅メダル獲得。

## 略歴
ウェスタン・プロヴィンスを経て、2019年、トゥールーズに加入。
2022年、シャークスに加入。
2024年、アルスターに加入

## 受賞歴
- ワールドラグビー最優秀男子セブンズ選手賞:2015年[4]